# Ghatsparakit
Ghatsparakit (Psittacula columboides) är en papegoja som endast förekommer i sydvästra Indien.

## Utseende och läten
Ghatsparakiten är en långstjärtad och huvudsakligen blå och grå parakit med en kroppslängd på 38 cm. Den är blågrå på huvud, bröst och mantel, med blå vingpennor och gulkantad blå stjärt. Båda könen har en svart krage, hos hanen blågrönkantad. Lätet är ett hårt och gnissligt "screet screet".

## Utbredning och systematik
Ghatsparakiten lever i fuktiga skogar på mellan 100 och 1600 meters höjd i Västra Ghats i Maharashtra, Karnataka och Kerala i sydvästra Indien. Den behandlas som monotypisk, det vill säga att den inte delas in i några underarter.

## Levnadssätt
Ghatsparakiten hittas huvudsakligen i bergsbelägen städsegrön skog. Där tillbringar den sin tid högt uppe i trädkronorna på jakt efter blommor och frukt, men kan också ses äta frön från marken. Den är mycket social och beblandar sig ofta med plommonhuvad parakit. Arten häckar från december till mars i ett hål i ett träd, från sex till 30 meter ovan mark.

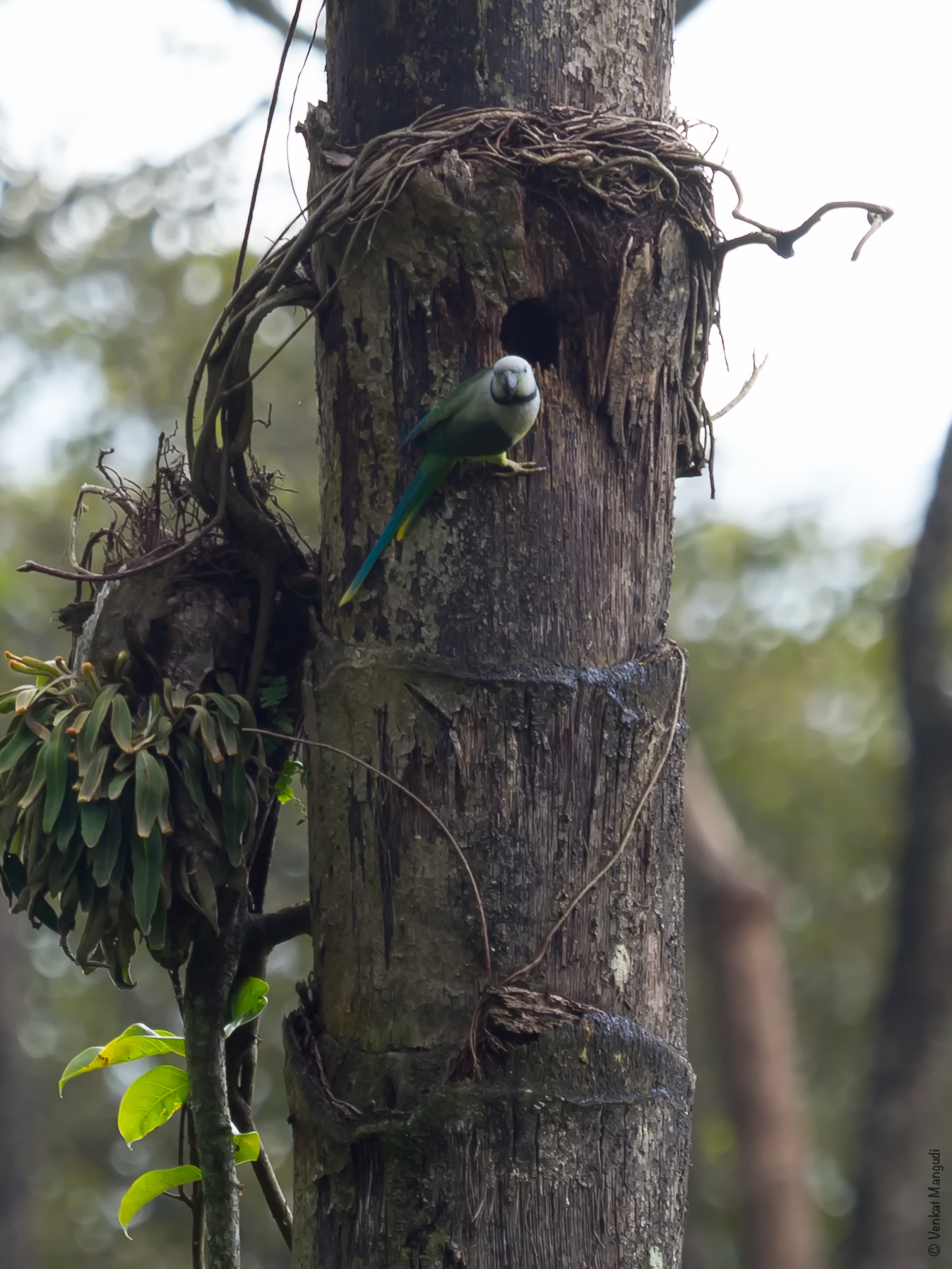
Hona ghatsparakit vid ett bohål.

## Status och hot
Arten har ett stort utbredningsområde, men tros minska i antal, dock inte tillräckligt kraftigt för att den ska betraktas som hotad. Internationella naturvårdsunionen IUCN listar arten som livskraftig (LC).